# Enrico Vaime
Enrico Vaime (Perugia, 19 gennaio 1936 – Roma, 28 marzo 2021) è stato un autore televisivo, scrittore, drammaturgo, umorista, conduttore televisivo e conduttore radiofonico italiano.
Ha spesso firmato i suoi lavori in coppia con Italo Terzoli, con cui ha costituito la ditta artistica Terzoli & Vaime.

## Biografia
Laureato in giurisprudenza a Napoli, entrò in Rai nel 1960, tramite un concorso pubblico (fu quello uno degli ultimi con cui l'azienda di viale Mazzini organizzò le proprie assunzioni) e per due anni lavorò nella sede milanese. Successivamente si dedicò alla libera professione di autore esordendo nel 1963 con I piedi al caldo, una commedia che andò incontro a numerose traversie con la censura televisiva del tempo. Dal 1960 per diversi anni collaborò con Franco Nebbia, scrivendo testi satirici e provocatori per il Teatro Cabaret Nebbia Club, che spesso firmava con lo pseudonimo Poppi. Collaborò alla stesura di numerosi programmi di successo quali Chi ti ha dato la patente?, Quelli della domenica; Canzonissima; Tante scuse e Risatissima. Ha scritto anche alcune fiction (Un figlio a metà, Italian Restaurant, Mio figlio ha 70 anni) e numerosi musical teatrali, soprattutto per la coppia Garinei e Giovannini (Felicibumta, Anche i bancari hanno un'anima, La vita comincia ogni mattina, Pardon Monsieur Molière, Una zingara m'ha detto, Gli attori lo fanno sempre, C'era una volta... Scugnizzi).
Con Enrico Montesano fece Bravo!, Beati voi e Malgrado tutto beati voi. Nel 1972 ha curato con Umberto Simonetta i testi della miniserie televisiva Il giro del mondo in 80 giorni, con i pupazzi animati di Giorgio Ferrari e la regia di Peppo Sacchi. Nel 1985 dirige la rassegna "Addio Cabaret" al Teatro Flaiano di Roma. Conduttore dal 1979 del programma radiofonico Black Out, ha pubblicato numerosi libri (che gli hanno fruttato anche parecchi premi letterari) tra cui Amare significa, Tutti possono arricchire tranne i poveri, Le braghe del padrone, Perdere la testa, Non contate su di me, Era ormai domani, quasi. Nel 1992 su Telemontecarlo affiancò Luciano Rispoli come coautore dei testi per il varietà La più bella sei tu, che rimetteva in gara le canzoni del Festival di Sanremo. Negli anni duemila ha condotto su LA7 il nostalgico programma Anni Luce, che, attraverso spezzoni di film del passato e interviste ai protagonisti, analizzava l'evoluzione della società italiana dal secondo dopoguerra a oggi; sempre sulla stessa emittente, il sabato e la domenica era il conduttore del dibattito di Omnibus Weekend, il magazine di Omnibus, dove invece Vaime, dal lunedì al venerdì, conduceva una rubrica di costume.
Sempre su La7, inoltre, dal 2011 al 2013 è stato ospite fisso del programma Coffee Break condotto da Tiziana Panella. Negli stessi anni, con Maurizio Costanzo ha invece condotto su Rai 1 Memorie dal bianco e nero (2010), Di che talento sei? (2011) e S'è fatta notte (2012). La sua comunicativa, sia nelle trasmissioni radiofoniche e televisive, sia nelle pagine dei suoi libri di critica televisiva, è sempre caratterizzata da un intelligente umorismo e da una garbata ma pungente ironia che nasce spesso dalla nostalgia per un mondo ormai scomparso.
Muore il 28 marzo 2021 al Policlinico Gemelli di Roma all'età di 85 anni.

## Programmi radiofonici
- Un ritmo dignitoso, radiocommedia di Enrico Vaime, regia di Giorgio Bandini, trasmessa il 15 luglio 1962.
- Tartarino e la canzone, radiosalotto musicale di Enrico Vaime, con Carlo Romano (trasmessa i giovedì d'estate 1963)
- Radiosalotto E... con Elsa Merlini, varietà di Enrico Vaime, regia di Pino Gilioli, trasmesso settembre ottobre 1963.
- Come una grande famiglia, radiodramma scritto con Luciano Bianciardi, regia di Filippo Crivelli, trasmesso il 1 settembre 1966.
- Batto quattro, varietà musicale, autore e regista - solo per la prima edizione - con Italo Terzoli (1967-1976)
- Quarto programma, cose così per cortesia, presentate da Italo Terzoli e Enrico Vaime (1973)
- Gran varietà, autore con Italo Terzoli delle ultime due edizioni (1978-1979)
- Il programma lo fate voi, talk show di e con Enrico Vaime, trasmesso dal lunedì al venerdì, dalle 8 alle 10 (1991-1994)
- Black Out, talk show di e con Enrico Vaime, trasmesso nelle mattine di sabato e domenica (in onda dal 1979)

## Programmi televisivi
- Chi ti ha dato la patente?, regia di Carla Ragionieri e Francesco Dama (1967)
- Quelli della domenica, regia di Romolo Siena (1968)
- Canzonissima 1968, regia di Antonello Falqui (1968)
- Canzonissima 1969, regia di Antonello Falqui (1969)
- Hai visto mai?, regia di Enzo Trapani (1973)
- Vino, whisky e chewing-gum, regia di Vito Molinari (1974)
- Tante scuse, regia di Romolo Siena (1974)
- Di nuovo tante scuse, regia di Romolo Siena (1975)
- Noi... no!, regia di Romolo Siena (1977)
- Risatissima, regia di Davide Rampello (1984-85)
- E compagnia bella, regia di Rita Vicario (1991)
- Ieri, oggi e... domani?, regia di Franza Di Rosa (1993)

## Opere
- Tre volte buono, Milano, Rizzoli, 1969.
- Amare significa.... Storia d'amore all'italiana, con Italo Terzoli, Milano, Bietti, 1971; Milano, A. Mondadori, 1979.
- Tutti possono arricchire tranne i poveri, con Italo Terzoli, Milano, Bietti, 1972; Milano, A. Mondadori, 1980.
- Il Carugati, con Italo Terzoli, Milano, Fratelli Fabbri, 1973.
- Novanta di gradimento, Milano, Fratelli Fabbri, 1973.
- Le favole comiche, con Italo Terzoli, Milano, Bietti, 1974.
- Non mi sposo, Milano, Il formichiere, 1974.
- Le braghe del padrone, con Italo Terzoli, Milano, Bietti, 1975; Milano, A. Mondadori, 1979.
- Macaluso alla Casa Bianca, con Italo Terzoli, Milano, A. Mondadori, 1976.
- Anche i bancari hanno un'anima, con Italo Terzoli, Milano, A. Mondadori, 1979.
- Perdere la testa, Milano, A. Mondadori, 1982.
- I miei primi quattro anni. Drive in 1983-1987, Milano, A. Mondadori, 1987.
- Il varietà è morto, Milano, A. Mondadori, 1988.
- Non contate su di me, Milano, A. Mondadori, 1990. ISBN 88-04-34134-3.
- Black out. Vent'anni di intrattenimento radiofonico e altro, Roma, RAI-ERI, 1998. ISBN 88-397-1011-6.
- Si metta per un attimo nelle mie penne..., con Franco Venanti e Francobaldo Chiocci, Perugia, Futura, 2006. ISBN 88-951320-9-2.
- Quando la rucola non c'era, Reggio Emilia, Aliberti, 2007. ISBN 978-88-7424-247-4.
- I cretini non sono più quelli di una volta, Reggio Emilia, Aliberti, 2008. ISBN 978-88-7424-324-2.
- La democrazia secondo me, Roma-Reggio Emilia, Aliberti, 2008. ISBN 978-88-7424-382-2.
- Il poeta Straniero, ovvero Straniero Ugo, poeta, con Maurizio Costanzo, Reggio Emilia, Aliberti, 2009. ISBN 978-88-7424-495-9.
- Anche a costo di mentire, Reggio Emilia, Aliberti, 2009. ISBN 978-88-7424-505-5.
- Era già domani, quasi, Reggio Emilia, Aliberti, 2010. ISBN 978-88-7424-621-2.
- Memorie dal bianco e nero, con Maurizio Costanzo, Roma, RAI-ERI, 2010. ISBN 978-88-397-1516-6.
- Santi, poeti, naviganti, evasori e badanti, Reggio Emilia, Aliberti, 2010. ISBN 978-88-7424-662-5.
- A sinistra nella foto. Conversazione con Luca Sommi, Roma, Aliberti, 2011. ISBN 978-88-7424-825-4.
- Gente perbene. Quasi un'autobiografia. Trebaseleghe (PD), Rizzoli, 2012. ISBN 978-88-58-63881-1.
- Amici veri. Racconti umani di vite da cani, con Roberto Corradi, Reggio Emilia, Imprimatur, 2013. ISBN 978-88-979-4994-7.
- Cin cin. Bere troppo fa male. Non bere per niente, a volte, fa peggio, Wingsbert House 2014. ISBN 978-88-98689-11-8.
- Il meglio è passato. Le migliori annate della nostra vita, Wingsbert House 2014. ISBN 978-88-98689-72-9.
- Gli amori finiscono. Non preoccupatevi, Aliberti compagnia editoriale 2015. ISBN 978-88-9927-632-4
- I sogni nel cassetto se li mangiano le tarme, Aliberti compagnia editoriale 2016. ISBN 978-88-9323-065-0
- Il mio Flaiano. Un satiro malinconico, Aliberti compagnia editoriale 2018. ISBN 978-88-9323-262-3